# Renato Queirós
Renato Moreira Nunes de Queirós (Amarante, 20 de Julho de 1977) é um futebolista português, que joga habitualmente a avançado.
Actuou já em diversos clubes dos vários escalões do futebol português. Em 2008 deixou o Futebol Clube Paços de Ferreira, para uma aventura no Bakı Futbol Klubu, do campeonato do Azerbaijão. No início da época 2009/2010 regressou ao futebol português para representar o Clube Desportivo Feirense.